# Вулиця Багалія (Львів)
Ву́лиця Багалія́ — вулиця у Шевченківському районі міста Львова, місцевість Старі Збоїща. Сполучає вулиці Розточчя та Кирила Студинського. Утворює перехрестя з вулицею Розточчя (між будинками № 160, 162, 166, 168), а також близько середини вулиця утворює форму літери «Т». 

## Історія
Вулиця виникла у 1960-х роках, з 1962 року мала назву Яку́тська. Сучасна назва — з 1993 року на честь українського історика Дмитра Багалія.
На вулиці Багалія переважає садибна малоповерхова забудова.